# Adolf Scherer
Adolf Scherer (Révayfalva, 1938. május 5. – 2023. július 22.) kárpáti német származású 36-szoros csehszlovák válogatott, világbajnoki ezüstérmes szlovák labdarúgó, csatár. Haláláig Dél-Franciaországban, Nîmes közelében élt.

## Pályafutása

### A válogatottban
1958 és 1964 között 36 alkalommal szerepelt a csehszlovák válogatottban és 22 gólt szerzett. Két világbajnokságon vett részt (1958, 1962). Tagja volt az 1962-es chilei világbajnokságon ezüstérmet szerzett csapatnak. 1960-ban részt vett első Európa-bajnokságon Franciaországban, de pályára nem lépett.

## Sikerei, díjai
- Világbajnokság
  - ezüstérmes: 1962, Chile
- Csehszlovák bajnokság
  - bajnok: 1958–59
  - 2.: 1960–61
  - 3.: 1957–58, 1961–62
  - gólkirály: 1962

## Statisztika

### Mérkőzései a csehszlovák válogatottban
| Csehszlovákia | Csehszlovákia        | Csehszlovákia                             | Csehszlovákia | Csehszlovákia | Csehszlovákia | Csehszlovákia  | Csehszlovákia | Csehszlovákia      |
| #             | Dátum                | Helyszín                                  | Hazai         | Eredmény      | Vendég        | Kiírás         | Gólok         | Esemény            |
| ------------- | -------------------- | ----------------------------------------- | ------------- | ------------- | ------------- | -------------- | ------------- | ------------------ |
| 1.            | 1958. szeptember 20. | Pozsony, Tehelné pole                     | Csehszlovákia | 2 – 1         | Svájc         | Európa-kupa    | 1             | 41'                |
| 2.            | 1958. október 12.    | Vitkovice, VŽKG Stadion                   | Csehszlovákia | 0 – 1         | Bulgária      | barátságos     | -             |                    |
| 3.            | 1959. május 10.      | Pozsony, Tehelné pole                     | Csehszlovákia | 4 – 0         | Írország      | NEK-selejtező  | -             |                    |
| 4.            | 1959. szeptember 6.  | Moszkva, Központi Lenin Stadion           | Szovjetunió   | 3 – 1         | Csehszlovákia | barátságos     | -             |                    |
| 5.            | 1959. szeptember 23. | Koppenhága, Idrætsparken Stadion          | Dánia         | 2 – 2         | Csehszlovákia | NEK-selejtező  | -             |                    |
| 6.            | 1959. október 18.    | Brno, Stadion Spartak Královo Pole        | Csehszlovákia | 5 – 1         | Dánia         | NEK-selejtező  | 2             | 47' 86'            |
| 7.            | 1959. november 1.    | Prága, Strahov-stadion                    | Csehszlovákia | 2 – 1         | Olaszország   | Európa-kupa    | 1             | 41'                |
| 8.            | 1960. október 30.    | Prága, Stadion Letná                      | Csehszlovákia | 4 – 0         | Hollandia     | barátságos     | 3             | 7' 40' 57'         |
| 9.            | 1961. március 26.    | Prága, Strahov-stadion                    | Csehszlovákia | 2 – 1         | Svédország    | barátságos     | -             |                    |
| 10.           | 1961. április 29.    | Vitkovice                                 | Csehszlovákia | 2 – 1         | Mexikó        | barátságos     | 1             | 26' 57'            |
| 11.           | 1961. május 14.      | Pozsony, Tehelné pole                     | Csehszlovákia | 4 – 0         | Skócia        | vb-selejtező   | -             |                    |
| 12.           | 1961. május 19.      | Brno, Stadion Za Lužánkami                | Csehszlovákia | 3 – 3         | Argentína     | barátságos     | -             |                    |
| 13.           | 1961. szeptember 26. | Glasgow, Hampden Park                     | Skócia        | 3 – 2         | Csehszlovákia | vb-selejtező   | 1             | 51'                |
| 14.           | 1961. október 8.     | Dublin, Dalymount Park                    | Írország      | 1 – 3         | Csehszlovákia | vb-selejtező   | 1             | 3'                 |
| 15.           | 1961. október 29.    | Prága, Strahov-stadion                    | Csehszlovákia | 7 – 1         | Írország      | vb-selejtező   | 2             | 24' 75'            |
| 16.           | 1961. november 29.   | Brüsszel, Heysel Stadion (BEL)            | Csehszlovákia | 4 – 2         | Skócia        | vb-selejtező   | 1             | 84'                |
| 17.           | 1962. április 7.     | Göteborg, Ullevi Stadion                  | Svédország    | 3 – 1         | Csehszlovákia | barátságos     | -             |                    |
| 18.           | 1962. április 22.    | Prága, Strahov-stadion                    | Csehszlovákia | 3 – 1         | Uruguay       | barátságos     | 1             | 89'                |
| 19.           | 1962. május 31.      | Viña del Mar, Estadio Sausalito (CHI)     | Csehszlovákia | 1 – 0         | Spanyolország | vb-csoportkör  | -             |                    |
| 20.           | 1962. június 2.      | Viña del Mar, Estadio Sausalito (CHI)     | Brazília      | 0 – 0         | Csehszlovákia | vb-csoportkör  | -             |                    |
| 21.           | 1962. június 7.      | Viña del Mar, Estadio Sausalito (CHI)     | Mexikó        | 3 – 1         | Csehszlovákia | vb-csoportkör  | -             |                    |
| 22.           | 1962. június 10.     | Rancagua, Estadio El Teniente (CHI)       | Magyarország  | 0 – 1         | Csehszlovákia | vb-negyeddöntő | 1             | 13'                |
| 23.           | 1962. június 13.     | Viña del Mar, Estadio Sausalito (CHI)     | Csehszlovákia | 3 – 1         | Jugoszlávia   | vb-elődöntő    | 2             | 80' 87' (11-esből) |
| 24.           | 1962. június 17.     | Santiago, Estadio Nacional de Chile (CHI) | Brazília      | 3 – 1         | Csehszlovákia | vb-döntő       | -             |                    |
| 25.           | 1962. szeptember 16. | Bécs, Práter-stadion                      | Ausztria      | 0 – 6         | Csehszlovákia | barátságos     | 1             | 55'                |
| 26.           | 1962. október 28.    | Pozsony, Tehelné pole                     | Csehszlovákia | 2 – 1         | Lengyelország | barátságos     | 1             | 43' 57'            |
| 27.           | 1963. március 31.    | Prága, Strahov Stadion                    | Csehszlovákia | 1 – 1         | NDK           | NEK-selejtező  | -             |                    |
| 28.           | 1963. április 24.    | Bécs, Práter-stadion                      | Ausztria      | 3 – 1         | Csehszlovákia | barátságos     | -             |                    |
| 29.           | 1963. április 28.    | Szófia, Levszki stadion                   | Bulgária      | 1 – 0         | Csehszlovákia | barátságos     | -             |                    |
| 30.           | 1963. május 29.      | Pozsony, Tehelné pole                     | Csehszlovákia | 2 – 4         | Anglia        | barátságos     | 1             | 52'                |
| 31.           | 1963. június 2.      | Prága, Strahov Stadion                    | Csehszlovákia | 2 – 2         | Magyarország  | barátságos     | 1             | 21'                |
| 32.           | 1963. november 3.    | Zágráb, Maksimir Stadion                  | Jugoszlávia   | 2 – 0         | Csehszlovákia | barátságos     | -             | 59'                |
| 33.           | 1964. április 11.    | Firenze, Stadio Comunale                  | Olaszország   | 0 – 0         | Csehszlovákia | barátságos     | -             |                    |
| 34.           | 1964. április 29.    | Ludwigshafen, Südweststadion              | NSZK          | 3 – 4         | Csehszlovákia | barátságos     | 1             | 70' 86'            |
| 35.           | 1964. szeptember 13. | Varsó, Stadion Dziesięciolecia            | Lengyelország | 2 – 1         | Csehszlovákia | barátságos     | -             |                    |
| 36.           | 1964. október 11.    | Budapest, Népstadion                      | Magyarország  | 2 – 2         | Csehszlovákia | barátságos     | -             | 64'                |
|               | Összesen             |                                           |               | 36            | mérkőzés      |                | 22            | gól                |